# Tenerife Baloncesto
Maillots
Tenerife Baloncesto, aussi connu comme Tenerife Rural, est un club de espagnol basket-ball basé dans la ville de San Cristóbal de La Laguna (Tenerife, aux Îles Canaries). Le club est actuellement en LEB, la deuxième division du championnat d'Espagne.

## Entraîneurs successifs
- 1988-1989 :  Aleksandr Gomelski
- 2001-2002 :  Pedro Martínez
- 2002-2004 :  Paco García
- 2004-2005 :  Gustavo Aranzana

## Joueurs célèbres ou marquants
- Aleksandr Gomelski
- Rashard Griffith
- Venson Hamilton
- Sitapha Savané
- Jorge Racca
- Christian Maråker